# Buteo brachypterus
El busardo malgache  (Buteo brachypterus) es una especie de ave accipitriforme de la familia Accipitridae. Es endémico de Madagascar, donde se encuentra en zonas boscosas y de sabana. No se reconocen subespecies.